# Em Beihold
Emily Mahin Beihold (Los Ángeles, California, 21 de enero de 1999),conocida como Em Beihold, es una cantautora estadounidense. Lanzó su primer EP, Infrared, en 2017. Tras firmar con Republic Records y Moon Projects, lanzó su sencillo debut, «Numb Little Bug», en 2022. El 22 de julio de 2022, Beihold lanzó su segundo EP, Egg in the Backseat.

## Biografía
Emily Beihold nació el 21 de enero de 1999 en Los Ángeles, California. Su madre emigró de Irán a Estados Unidos durante la Revolución Iraní. A los seis años, Emily comenzó a tocar el piano cuando lo vio en un escaparate y rogó a sus padres que la dejaran aprender, lo que la llevó a empezar a escribir canciones a los siete años. A esa edad, compuso su primera canción, un himno patriótico llamado «América Hogar». En 2017, Emily asistió a la Universidad de California, San Diego, donde compitió en esgrima de la NCAA y recibió el reconocimiento All-American de la NCAA en 2019.

## Carrera
En la película I'm Not Here, la directora Michelle Schumacher invitó a Beihold a escribir una canción para la película. Ella compuso la canción «Not Who We Were». Tras eso, lanzó una serie de sencillos y recibió atención en la plataforma de redes sociales TikTok por su canción «City of Angels». El 28 de mayo de 2021, Beihold lanzó su canción «Groundhog Day», la cual también ganó popularidad en TikTok. Posteriormente, fue contratada por Republic Records, con quienes lanzó su sencillo más exitoso, «Numb Little Bug». En mayo de 2022, Beihold lanzó el sencillo «Too Precious».
El 22 de julio de 2022, lanzó su segundo EP, Egg in the Backseat, explorando temas relacionados con sus problemas de salud mental y sus relaciones. El 27 de julio de 2022, firmó con Sony Music Publishing.
En abril de 2022, Beihold y Stephen Sanchez lanzaron una nueva versión de «Until I Found You». Posteriormente, se presentaron en The Late Late Show with James Corden.
Beihold comenzó a hacer giras en 2022 y abrió conciertos para King Princess, AJR y Jonas Brothers. En 2023, abrió para Lewis Capaldi. En 2024, inició el Maybe Life Is Good Tour, que fue su primera gira como acto principal.

### Influencias musicales
Beihold menciona a Queen y Regina Spektor como sus influencias, y creció escuchando a Feist, Fiona Apple, Kate Nash, Sara Bareilles y Lily Allen.

## Discografía

### Extended plays
| Título              | Detalles del EP                                                                                         |
| ------------------- | --- |
| Infrared            | - Lanzamiento: 11 de mayo de 2017 - Discográfica: Autoeditado - Formatos: Descarga digital, streaming   |
| Egg in the Backseat | - Lanzamiento: 22 de julio de 2022 - Discográfica: Republic - Formatos: Descarga digital, streaming, LP |